# Огио, Майкл
Сэр Майкл Огио (англ. Michael Ogio; 7 июля 1942, дер. Тинпуц, Северный Бугенвиль, австралийская Новая Гвинея — 18 февраля 2017, Порт-Морсби, Папуа-Новая Гвинея) — генерал-губернатор Папуа — Новой Гвинеи с 25 февраля 2011 года до конца жизни. Бывший лидер партии Народное демократическое движение.

## Биография
Начал свою педагогическую карьеру в 1960-х гг. учителем, а затем работал школьным инспектором.
В 1980 году началась его политическая карьера, когда он был назначен министром образования и заместителем главы правительства Северного Бугенвиля. С 1987 по 1997 год представлял в национальном парламенте этот регион. 
В 2000 году был назначен министром окружающей среды, охраны лесов, культуры и туризма в правительстве Мекере Мораута, с 2000 по 2002 год — одновременно заместитель премьер-министра. С 2007 по 2011 год в правительстве Майкла Сомаре занимал пост министра высшего образования, исследований, науки и технологий. Также был министром исправительных учреждений и горнорудной промышленности, а также заместителем министра и министром по делам Бугенвиля и корпоративным вопросам.
В 2007 году вновь был избран в парламент как лидер партии Народное демократическое движение избирался заместителем председателя парламента.
С декабря 2010 года, после отставки Джеффри Нейпа, исполняя обязанности генерал-губернатора Папуа-Новой Гвинеи. В январе 2011 года парламент избрал его генерал-губернатором, а 25 февраля он вступил в должность.
На голосовании в парламенте 1 февраля 2017 года его преемником был избран Роберт Дадае. За неделю до истечения срока своих полномочий Майкл Огио скончался.
Был женат и имел пятерых детей.

## Смерть
Умер 18 февраля 2017 года в Порт-Морсби в возрасте 74 лет.

## Награды и звания
- Гранд-компаньон ордена Логоху
- Командор ордена Британской империи (1994)
- Рыцарь ордена Святого Иоанна (2011)

В апреле 2011 года королева Елизавета II присвоила ему титул рыцаря Большого креста ордена Святого Михаила и Святого Георгия.